# Demonopolizacja rynku
Demonopolizacja rynku – stworzenie konkurencji dotychczasowym monopolom, przedsiębiorstwom, które jako jedyne w danej dziedzinie działalności gospodarczej opanowały rynek i o nim decydują, np. stosując wysokie ceny. Demonopolizacja polega najczęściej na podziale przedsiębiorstwa, które jest monopolistą, na mniejsze przedsiębiorstwa konkurujące ze sobą.
W Polsce demonopolizacją zajmuje się Urząd Ochrony Konkurencji i Konsumentów, od 1990 centralny organ administracji państwowej podległy bezpośrednio Radzie Ministrów, właściwy w sprawach przeciwdziałania praktykom monopolistycznym. Zajmuje się kontrolą przestrzegania przez wszelkie podmioty gospodarcze przepisów o przeciwdziałaniu praktykom monopolistycznym i wydaje decyzje w tych sprawach.